# Antillicharis regificus
Antillicharis regificus är en insektsart som beskrevs av Otte, D. och Perez-gelabert 2009. Antillicharis regificus ingår i släktet Antillicharis och familjen syrsor. Inga underarter finns listade i Catalogue of Life.